# Bomba de calor

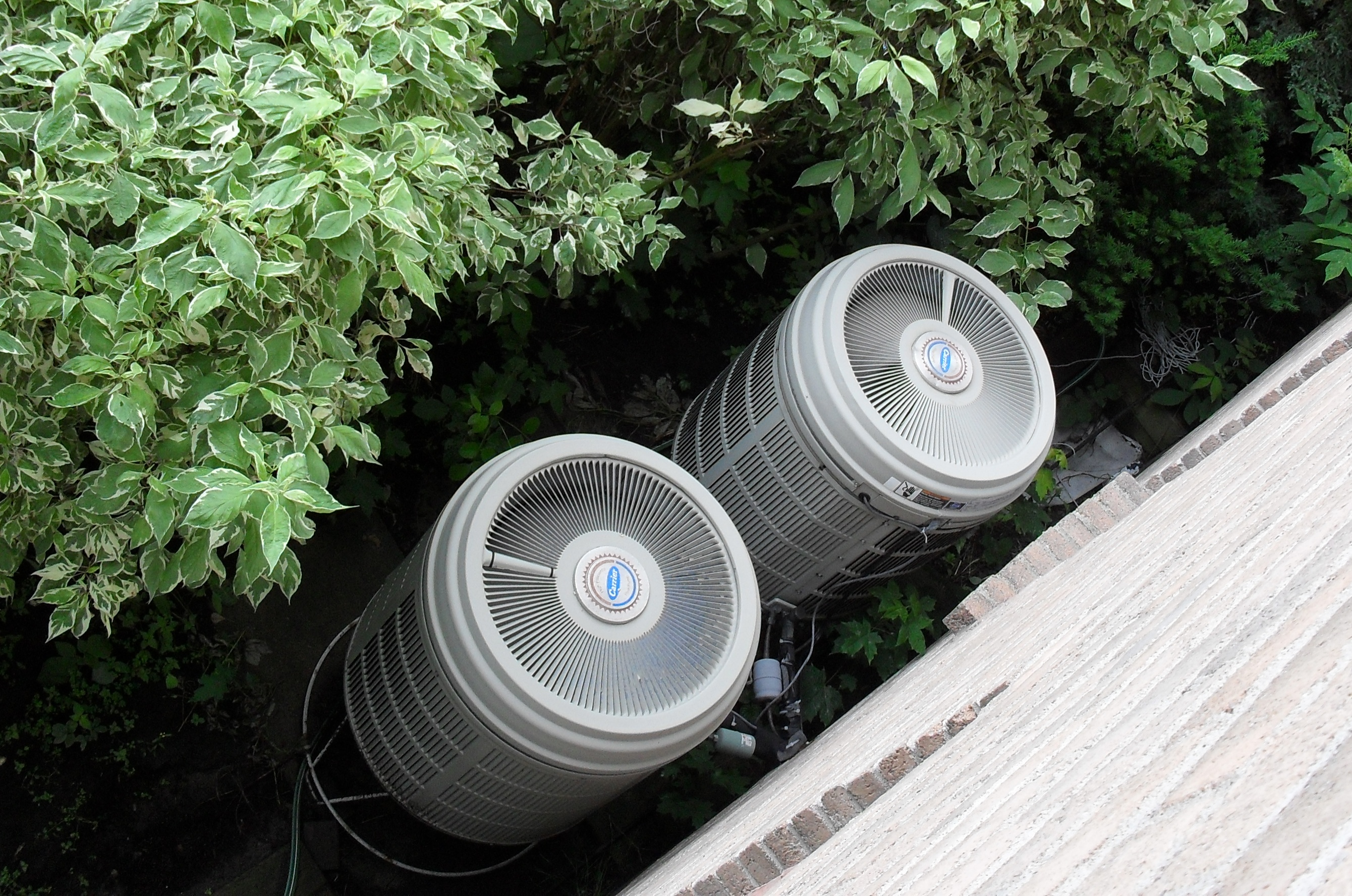
Componentes externos de uma bomba de calor residencial

Bomba de calor é um dispositivo que tem por finalidade transferir calor de uma fonte fria para uma fonte quente. Ela opera realizando um ciclo termodinâmico cujo objetivo é receber calor de um corpo a baixa temperatura e ceder calor para um corpo a alta temperatura. A realização de trabalho é necessária para esse processo.
Bombas de calor são projetadas para mover energia térmica na direção oposta ao fluxo espontâneo de calor. Apesar de condicionadores de ar e refrigeradores serem exemplos comuns de bombas de calor, o termo “bomba de calor” é mais geral e se aplica a dispositivos AVAC usados para aquecimento e resfriamento de ambientes. Quando a bomba de calor é usada para aquecimento, ela emprega o mesmo ciclo de refrigeração usado por ar condicionados e refrigeradores, mas no sentido contrário, liberando calor no espaço condicionado ao invés de fazê-lo no ambiente ao redor. Neste caso bombas de calor geralmente extraem calor de ambiente externo mais frio ou do chão.

## Visão geral
Em aplicações AVAC, o termo “bomba de calor” usualmente se refere a dispositivos de  refrigeração por compressão facilmente reversíveis, com alta eficiência em ambos os sentidos de transferência de energia térmica.
O calor flui espontaneamente de lugares mais quentes para lugares mais frios. A bomba de calor pode absorver calor de um espaço mais frio e liberá-lo para um mais quente, e vice-versa. Esse processo requer um certa quantidade de energia externa, pois o calor não é conservado.
Bombas de calor usam um fluido volátil, chamado de fluido refrigerante, que vaporiza ao absorver calor e condensa ao perdê-lo. O refrigerante flui através de tubos isolados entre o evaporador e o condensador, permitindo a transferência eficiente de energia térmica.

## Princípios operacionais

Ciclo de refrigeração por compressão de vapor de uma bomba de calor:
1) condensador,
2) válvula de expansão,
3) evaporador,
4) compressor

A bomba de calor explora as propriedades físicas da evaporação e condensação de um fluido volátil conhecido como refrigerante. Esse fluido é comprimido para se tornar mais quente no lado a ser aquecido e libera a pressão no lado onde o calor é absorvido. 
O fluido percorre um ciclo termodinâmico, no qual ele absorve calor no evaporador, onde a pressão e a temperatura são baixas, recebe trabalho (é pressurizado) no compressor e cede calor no condensador, onde a pressão e a temperatura são altas. Quando o fluido refrigerante escoa pela válvula de expansão, ocorre uma queda de pressão. Assim, a bomba de calor é um dispositivo que opera segundo um ciclo que precisa de trabalho para que seja possível a transferência de calor de um corpo a baixa temperatura para outro a alta temperatura.
O fluido de trabalho, no seu estado gasoso, é pressurizado por um compressor e então circula pelo sistema através de tubos isolados. No lado de descarregamento do compressor, o  vapor, com alta pressão e alta temperatura, é resfriado em um condensador, até ele se tornar um líquido com alta pressão e temperatura moderada. O refrigerante condensado passa por uma válvula de expansão que diminui a sua pressão. O fluido líquido então entra no evaporador, onde ele absorve calor e ferve. Logo após ele retorna para o compressor e o ciclo se repete. 
É essencial que o refrigerante atinja uma temperatura alta o suficiente, quando comprimido, para liberar calor através do condensador, e que atinja uma temperatura baixa o suficiente, quando expandido, para que o calor possa fluir do ambiente frio para o fluido no evaporador. A diferença de pressão deve ser grande o bastante para o fluido se condensar no lado quente e  evaporar no lado frio. Quanto maior a diferença de temperatura, maior a diferença de pressão necessária e, consequentemente, maior a energia requerida para comprimir o fluido. Portanto, como em todas as bombas de calor, o coeficiente de performance decresce com o aumento da diferença de temperatura. 
Nas bombas de calor, sempre ocorre a troca de calor entre o refrigerante e substâncias externas ao equipamento. O trabalho é fornecido na forma de energia elétrica ou por meio de um eixo de rotação.
Uma máquina térmica recebe calor de um reservatório quente, converte parte desse calor em trabalho mecânico e rejeita a diferença na forma de calor para um reservatório frio. O refrigerador, entretanto, recebe o calor de um reservatório frio, o compressor fornece trabalho mecânico ao refrigerador e o calor é rejeitado para o reservatório quente.

## Eficiência
A eficiência de uma bomba de calor é representada pelo coeficiente de performance (COP), que é dado pela seguinte fórmula:
{\displaystyle COP_{\mathrm {aquecimento} }={\frac {\Delta Q_{\mathrm {quente} }}{W}}}
{\displaystyle COP_{\mathrm {resfriamento} }={\frac {\Delta Q_{\mathrm {frio} }}{W}}}
Onde 
- {\displaystyle \Delta Q_{quente}} é o calor liberado para o reservatório quente.
- {\displaystyle \Delta Q_{frio}} é o calor extraído do reservatório frio.
- {\displaystyle W} é o trabalho realizado no compressor.[1]

## Inserção no edifício
Embora as bombas de calor sejam convincentes em termos de eficiência energética e de emissões de CO2, os vizinhos queixam-se cada vez mais do ruído. A causa são as unidades exteriores. Estas aspiram o ar ambiente e geram ruído no processo. Dependendo do modelo, este pode ser um fator de stress, especialmente em áreas residenciais densamente povoadas. De acordo com o fabricante, o nível de ruído situa-se entre os 40 e os 60 decibéis.